# رز چینی
رز چینی (نام علمی: Rosa chinensis) علامت اختصاری Ch، خاستگاه این رز کشور چین است. ویژگی آن چهار فصل بودن گل‌دهی آن است. بیشتر به صورت درختچه‌های ایستاده هستند.

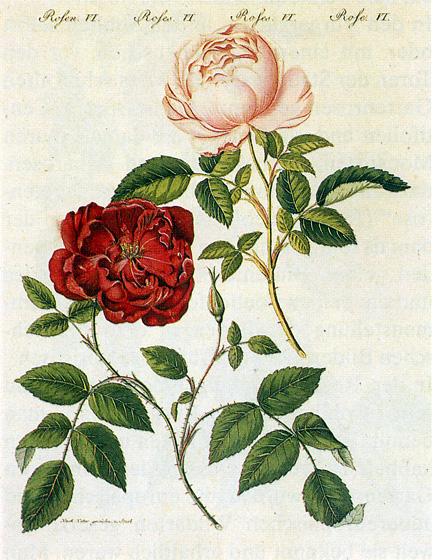
18th century painting of two cultivars
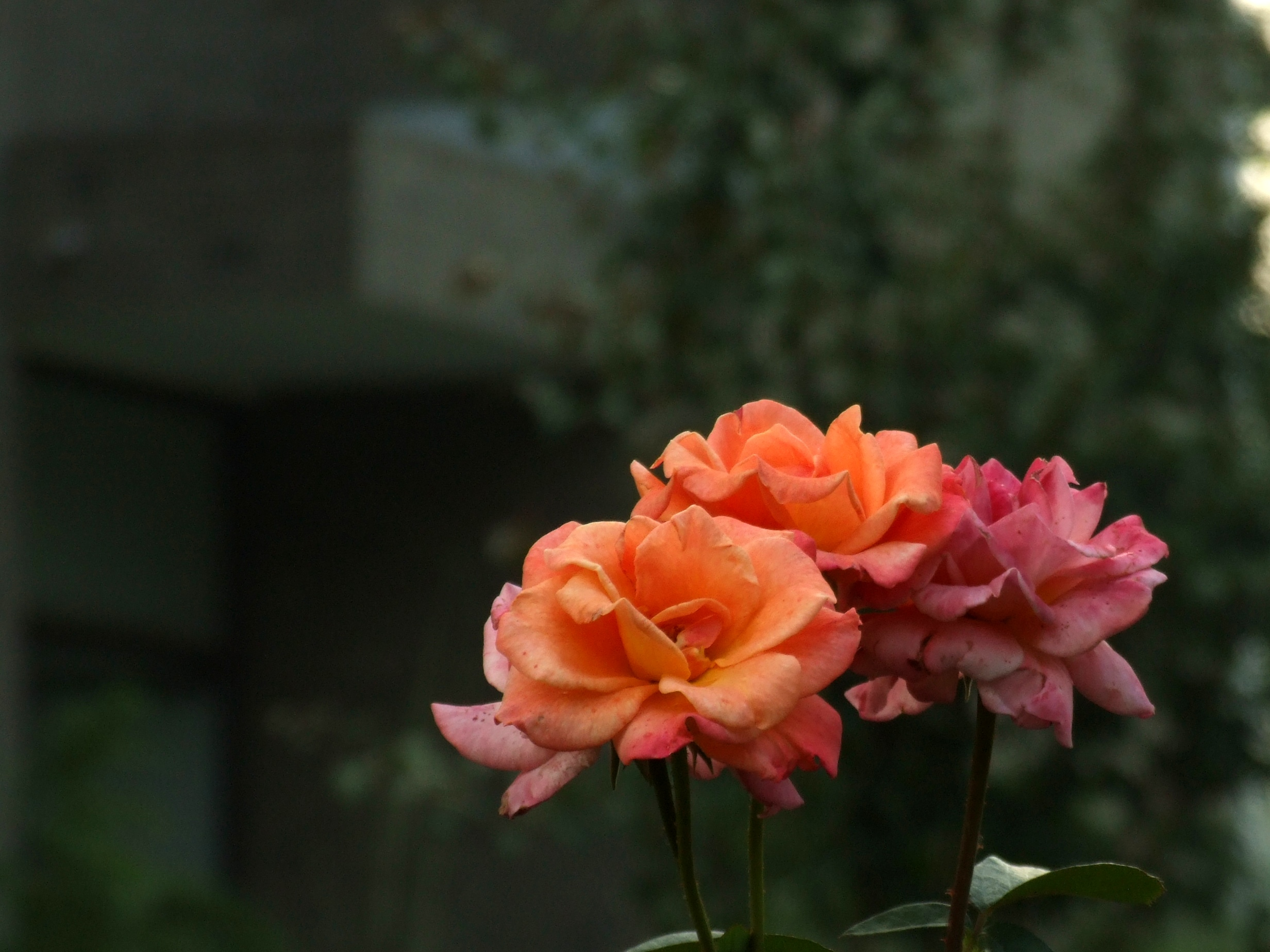
A Rosa chinensis cultivar